# Theodore Bagwell
Theodore „Zsebes” Bagwell, az amerikai Szökés című sorozat egyik főszereplője, akit Robert Knepper játszik. Beceneve eredetileg T-Bag (szójáték, mivel egyrészt nevének rövidítése és egyúttal az angol bag, azaz „szatyor” szót tartalmazza, ezt a magyar változatban „Zsebes”-re fordították). Az első évad óta főszereplője a sorozatnak. Az első évad második epizódjában szerepel először, mint a Fox River egyik leggonoszabb fegyence. Zsebes az egyik leghitványabb, legaljasabb rab a Fox Riveri Nyolcak közül. A sorozat második évadában a karakter története külön játszódik a fő cselekményszáltól. Sok dolgot megtudhatunk Theodore múltjáról.

## Háttér
Theodore Bagwell vérfertőzés és nemi erőszak által született, ez az első évad hatodik epizódjában derül ki róla Bellick beszédéből; az apja megerőszakolta Down-kóros nővérét, aki később világra hozta Theodore-t. Később az apja is molesztálta a kis Bagwellt. Már tízévesen gyakran követett el vandalizmust és állatkínzást, majd pedig mikor negyedikben megpróbálta felgyújtani egy tanára házát, a fiatalkorúak börtönébe került. Ekkor lett tagja egy képzelt rasszista szövetségnek. Amikor nagykorú lett, komolyabb bűntényeket kezdett végrehajtani: gyilkossági kísérlet, gyilkosság, nemi erőszak, emberrablás. Biszexuális és pedofil hajlamai is vannak.
Zsebes hamar a rasszista szövetség vezetője lett a börtönben, és vezetése alatt a banda annyira megerősödött, hogy átküldték őt a Fox Riverbe a szövetség feloszlatása céljából. Itt új bandát alapított. Zsebes gyakran keres magának fiatal rabokat, hogy szexuális ellenszolgáltatásért cserébe a védelmébe vegye őket. Kifordított zsebénél fogva sétáltatja kis kedvenceit, gúnyneve, a "Zsebes" innen ered.
Még a Fox Riverbe kerülése előtt viszonya volt egy kétgyermekes anyával, Susan Hollanderrel, mint megtudjuk az első évad visszaemlékezős epizódjából, A múlt árnyaiból. Egyszer, amikor együtt vacsoráztak, Susan meglátta a tévében, hogy Theodore valójában egy körözött bűnöző, és feladta a rendőröknek. Mikor meglátogatja a börtönben a nő, hogy szakítson vele, Theodore megígéri, hogy ha egyszer kikerül onnan, még fel fogja keresni.

## Szereplések
Zsebes az első évad összes részében szerepel, kivéve az Isten hozott a börtönbent, az Édes mérget, és az Öld meg Lincolnt!. A második évadban szintén három részben nem szerepel, ezek: A vezércsel, a Válaszút és Az üzenet.

### 1. évad
Zsebest a második epizódban ismerhetjük meg. Ekkor ugyanis beleköt Michaelbe, és felajánlja neki, ha megfogja a zsebét (és ezzel együtt szolgálja ferde hajlamait), megvédi a többi rabtól. Michael ezt visszautasítja. Később, amikor a fehérek és feketék közt egy "lázadás" kezdődik, Zsebes azt hiszi, Michael ölte meg a barátját, így bosszút esküszik ellene. Rá is támad a fiúra, ám Abruzzi közbelép. Egy lázadásnál egy őrt ejt túszul, akit Sucréék cellájába vonszol be. Itt látja meg a falba fúrt lyukat, és kijelenti: beszáll a szökésbe. Mivel az őr is látta mindezt, Zsebes megöli. Theodore ezután "szorgalmasan" dolgozik, hogy később kijuthasson a börtönből. Többször is feszült lesz a hangulat Zsebes és a többi rab között, sőt, egyszer elvágja Abruzzi torkát, aki szerencsés módon életben marad. Eljön a szökés ideje, de nem sikerül kijutniuk, így egy B-terv kidolgozásába kezdenek. Egyik alkalommal el akarják adni Michael celláját, aki magánzárkában raboskodik, de Zsebes és Golyó pókeron összegyűjtik a celláért járó pénzt.
Később Abruzzi visszakerül a börtönbe, amitől Zsebes nagyon megrémül. Megpróbálja megölni, de Golyó megakadályozza. Miután kijutottak a börtönből, Abruzzi levágja Zsebes bal kézfejét egy baltával, majd sorsára hagyják.

### 2. évad
Zsebes 8 óráig kóborol az erdőben, amikor egy klinikán visszavarratja a kézfejét egy állatorvossal, majd végez a szakemberrel. Később ő is Westmoreland pénze után ered Utah államba, ahol egy csellel meg is szerzi azt. De nem örülhet sokáig, mert Bellick és Geary megtalálják, megkínozzák Zsebest, majd elveszik tőle az 5 milliót és ráhívják a rendőrséget. Zsebes kénytelen megválni visszavarrt kezétől, hogy elmenekülhessen. Theodore egy nyomkövető segítségével találja meg a pénzt Gearynél majd visszaszerzi a pénzt, a férfit pedig megöli.
Ezek után kinyomozza egykori szerelme, Susan Hollander lakcímét és felkeresi. A nő és két gyereke megrémülnek Zsebestől, akit felbosszantanak, így agresszív lesz. Theodore gyerekkori házába mennek, de a férfi végül megsajnálja a nőt és gyerekeit, majd szabadon engedi őket.  Ezután a CÉG embereinek megbízására Panamába repül, hogy ott segítsen nekik elfogni Michaelt és Lincolnt. Csakhogy ott rátalál Michael, Sucre és Bellick, hogy visszavegyék tőle az 5 milliót. Miután lábon lövi Bellicket és megszúrja Sucrét, elmenekül, de Michael utoléri, visszaveszi a pénzt és feladja Theodore-t a hatóságoknak. Zsebest egy panamai börtönbe, a Sonába szállítják, ahol Michael, Mahone és Bellick is raboskodik.

### 3. évad
Zsebes a Sonában a nagyfőnök, Lechero mellé szegődik, így számtalan kiváltságban részesül. Többször is összetűzésbe kerül Sammyvel, Lechero jobbkezével. Eleinte csak kisegítő munkákat bíznak rá, később feljebb jut a „ranglétrán” és drogot szállít. Egyik alkalommal megvédi Lechero szeretőjét is. Mikor tudomást szerez a szökésről, ő is beszáll a csapatba és szorgalmasan dolgozik, csakúgy, mint társai. Amikor Sammy átveszi a hatalmat a Sona felett, Zsebes Bellicket küldi rá, de a férfi kis híján bevégzi. Sammy végül meghal, miután ráomlik az alagút, melyen szökni készülnek. Amikor eljön a szökés ideje, Zsebes rossz utat választ, ezért elkapják a szökési kísérlet közben és Lecheróval, valamint Bellickel együtt visszaviszik a börtönbe. Miután megkínozzák, rátalál Whistler madaras könyvére, melynek a későbbiekben fontos szerepe lesz. A Sonában megfojtja a haldokló Lecherót, majd átveszi a hatalmat a börtön felett.

### 4. évad
Zsebes vezetésével lázadás tör ki a börtönben, ami leég, így jó néhány rab sikeresen kijut, köztük Zsebes, Sucre és Bellick. Ezután Zsebes rabtársával, Sanchóval San Diego felé veszi az irányt, hogy megtudja, mit rejteget Whistler madaras könyve és hogy bosszút álljon Michaelen. Útközben azonban kirabolják, így társával a sivatag foglya lesz. Végül kannibállá lesz és megeszi Sanchót, hogy életben maradjon, majd amikor végre rátalálnak, eljut San Diegóba. Ott felveszi Whistler iratait, majd felveszi a Cole Pfeiffer nevet és új személyazonosságával elindul Los Angelesbe, ahol Michaelék is vannak. Elindul új munkahelyére, de összefut Michaelékkel, akik a madaras könyvet követelik. Zsebes megússza, miután nem találják nála a könyvet. Megismerkedik új munkahelyével, a GATE-tel, ahol hatalmas üzletembernek hiszik. Az irodájában próbál rájönni, mi is volt Whistler terve. Később majdnem lelepleződik, ezért elmenekül a lakására, ahol Gretchennel találkozik. Megállapodnak, hogy segítik egymást és megszerzik a Scyllát, amit eladnak majd és elosztják a pénzt. Zsebes elkapja Michaelt és Bellicket, majd arra kényszeríti Michaelt, hogy fejtse meg a madaras könyv titkát.
Kiderül, hogy könyv lapjai egy tervrajzzá állnak össze, ami a Scyllához vezet. Mikor viszont Michaellel lemegy oda, megint átverik és Michael Mahone-nal bezárja egy ketrecbe. Később kiszabadul és Gretchennel megpróbálja megszerezni a Scyllát. A GATE főnöke azonban rájön a kilétükre, ezért menekülni kényszerülnek. Gretchen elmenekül, Zsebest viszont elkapja egy Miriam Holtz nevű ügynök, aki átadja Selfnek a férfit. Zsebest megfenyegeti Self, hogy segítsen neki megtalálni Gretchent, akinek segítségével el tudja adni a Scyllát, ami már nála van. Zsebes túszul ejti Gretchen családját, hogy legyen mivel zsarolni a nőt. Végül azonban Zsebes megszánja és elengedi őket, de ráfázik, mert a CÉG fogságába kerül. Kényszerű szövetséget köt Lincolnnal, Gretchennel és Selffel, hogy visszaszerezzék a Scyllát. Ez nem sikerül nekik, majd miután Gretchen golyót kap, elmenekül társaival.